# مودو فال
مودو فال (انگلیسی: Modou Faal؛ زادهٔ ۱۱ فوریهٔ ۲۰۰۳) بازیکن فوتبال است.